# I fratelli Marx al college
I fratelli Marx al college (Horse Feathers), conosciuto anche come Piume di cavallo, è una commedia statunitense del 1932 diretta da Norman Z. McLeod con i fratelli Marx. Nel 2000 l'AFI lo ha inserito al sessantacinquesimo posto nella classifica delle migliori cento commedie americane di tutti i tempi.

## Trama
Il professor Wagstaff, da poco nominato rettore dell'università di Huxley, si lascia convincere dal figlio ad ingaggiare due giocatori di football professionisti per risollevare le sorti della sfortunata squadra studentesca. A causa di un equivoco il professore assume l'accalappiacani Pinky e il barista Bavarelli, e ora vorrebbe rimediare all'errore convincendoli a rapire i due veri giocatori; nel frattempo suo figlio amoreggia con la vedova del college, la quale però intende passare i segnali di gioco dell'Huxley alla squadra avversaria. Alla fine, il professor Wagstaff, Pinky e Bavarelli prenderanno parte alla partita di football trasformandola in una sarabanda di imbrogli grotteschi.

## Analisi
Il film è una satira sul mondo accademico e sportivo. Groucho Marx interpreta il ruolo del professor Quincy Adams Wagstaff, preside dello sfortunato Huxley College, "l'unica università la cui squadra non ha mai vinto un campionato di football dal 1888". Nella prima scena, abbigliato con toga e tocco, si rivolge al corpo insegnanti, dimostrando totale disprezzo per le regole della vita accademica:
(dai dialoghi del film)
Egli canta inoltre una canzone il cui ritornello
significa: "Di qualsiasi cosa si tratti, io sono contro".
Lo spirito anarchicho dei Fratelli Marx, innocuo solo in apparenza, è ben rappresentato anche nella scena della lezione accademica e in quella dove si vede la reazione di Harpo davanti a uno scaffale pieno di libri.
Grazie a I fratelli Marx al college, il 13 agosto 1932 i fratelli Marx conquistarono la copertina di Time, un evento che segnava la misura del loro successo nazionale.